# Lunds Allhelgona distrikt
Lunds Allhelgona distrikt är ett distrikt i Lunds kommun och Skåne län.
Distriktet omfattar Universitetssjukhuset i Lund, Ideon- och Pålsjö företagsområde, Norra Universitetsområdet, stadsdelarna Tuna och Möllevången samt bostadsområdena Plantagelyckan och Spoletorp som tillhör stadsdelen Centrala staden.

## Tidigare administrativ tillhörighet
Distriktet inrättades 2016 och utgörs av en del av området som före 1971 utgjorde Lunds stad.
Området motsvarar den omfattning Lunds Allhelgonaförsamling hade vid årsskiftet 1999/2000 och fick 1992.